# .gf
.gf est le domaine de premier niveau national (country code top level domain : ccTLD) réservé à la Guyane française.

## Statistiques d'usage
En août 2024, environ 850 domaines utilisent l'extension .gf.